# Strebla kohlsi
Strebla kohlsi är en tvåvingeart som beskrevs av Wenzel 1966. Strebla kohlsi ingår i släktet Strebla och familjen lusflugor. Inga underarter finns listade i Catalogue of Life.